# Pomona (godin)

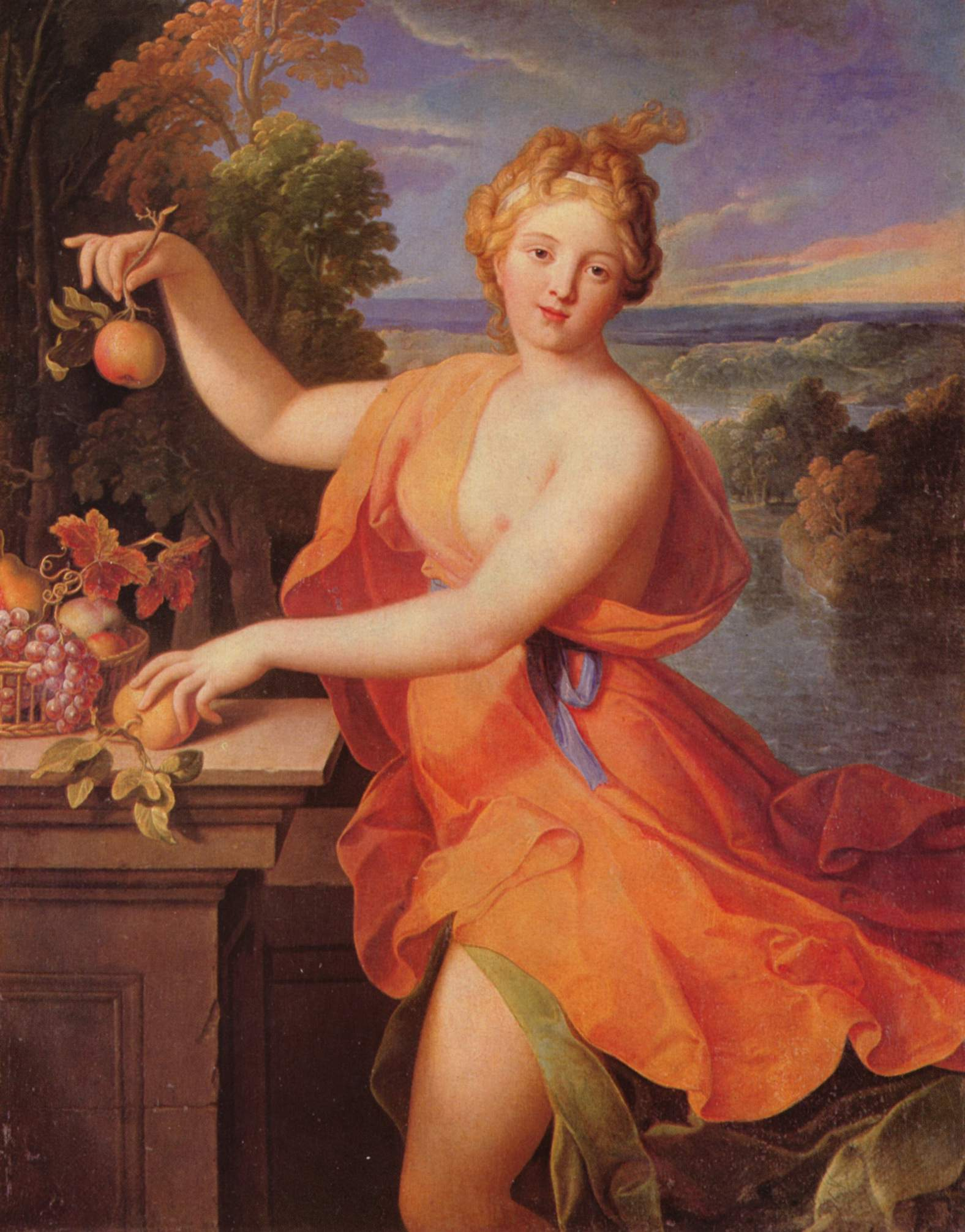
Pomona, door Nicolas Fouché, ca. 1700

Pomona was de Romeinse godin van de boomvruchten. Hoewel Pomona door de jaren – zelfs al in de klassieke oudheid – op de achtergrond raakte, kende ze een heropleving bij schrijvers en dichters van de vroege keizertijd, zoals Ovidius in zijn Metamorfosen. Zijn verhaal heeft haar onsterfelijk gemaakt, niet alleen in de literatuur, maar ook in de schilder- en beeldhouwkunst.

## De verering van Pomona
De naam van Pomona is afgeleid van het Latijnse woord pomum, dat ‘vrucht’ of ‘fruitboom’ betekent. Omdat pomum in latere tijden steeds meer ging slaan op appels (vandaar "pomme" in het Frans) werd Pomona steeds meer beschouwd als godin van de appels, terwijl ze eigenlijk alle boomvruchten patroneerde.
Over de eredienst van Pomona is weinig bekend. Dankzij Varro (3e-2e eeuw v.Chr.) weten we dat Numa Pompilius een flamen Pomonalis had ingesteld om haar eredienst te verzorgen, al vermeldt ook hij dat de oorsprong van deze flamen eerder obscuur is. Festus (2e eeuw n.Chr.) vertelt verder dat het Pomonal (vermoedelijk een heilig bos) zich bevond in de ager Solonius, langs de via Ostiensis.
De feestdagen van Pomona waren waarschijnlijk feriae conceptivae (veranderlijke feestdagen), die afhankelijk waren van de stand van de boomvruchten. Dit zou verklaren waarom ze niet vermeld wordt op de kalender van de vaste feestdagen.
Pomona had – net zoals Flora – waarschijnlijk een mannelijke tegenhanger, Pomo of Pomonus in Sabijns en Umbrisch gebied, wat echter niet uitsluit dat deze in oorsprong ook te Rome werd vereerd. Hij vervulde waarschijnlijk gelijkaardige functies. In de Tabulae Iguvinae, een Umbrische tekst, staan bijvoorbeeld verschillende aanwijzingen om te offeren Puemune Pupřike "aan Pomonus Publicus".

## In de literatuur
In zijn Metamorfosen voert Ovidius Pomona op als een kuise bosnimf, die ten tijde van koning Procas achternagezeten wordt door de passionele Vertumnus.  Het verhaal begint wanneer Vertumnus, de Italische god van de herfst, tracht binnen te komen in de omheinde tuin van Pomona. Nadat hij erin geslaagd is vermomd als oude vrouw – Vertumnus bezit de gave van de gedaanteverwisseling, en verandert in het verhaal tot wel acht keer van voorkomen – binnen te treden, probeert hij haar tevergeefs met woorden te overtuigen. Pas wanneer hij zich klaarmaakt om geweld te gebruiken en zijn ware gedaante toont, bezwijkt Pomona voor zijn charmes.

## In de beeldende kunsten
In de middeleeuwen worden heidense figuren zoals deze Italische godin weinig bestudeerd en afgebeeld. Pas tijdens de renaissance duikt Pomona weer op in de schilder- en beeldhouwkunst. Zij wordt altijd voorgesteld als een jonge vrouw, vaak met een rozenkroon op het hoofd en een bord met vruchten of een hoorn des overvloeds in de hand. Zo is ze onder meer afgebeeld op fresco's van Jacopo da Pontormo (1521, Villa Medici in Poggio a Caiano) en Luca Giordano (1683, Palazzo Medici-Riccardi in Florence).
|                                                  |                                  |                                   |
| Vertumnus en Pomona (Francesco Melzi, 1518–1522) | Pomona (Frans Floris, 1564–1565) | Pomona (Jacopo da Pontormo, 1521) |

Het verhaal van Vertumnus en Pomona werd vaak gebruikt in de Europese schilderkunst van de 16e tot de 18e eeuw: de figuur van de godin in haar tuin in het gezelschap van Vertumnus, verkleed als een oud vrouwtje, werd al snel een topos. Het werd onder meer afgebeeld door Hendrick Goltzius (1613), Jan Tengnagel (1617), Paulus Moreelse (1630), David Teniers de Oude (1638), Emanuel de Witte (1644), Ferdinand Bol (1648), Nicolaes Berchem (1650), Cesar van Everdingen (ca. 1650), Gerbrand van den Eeckhout (1669), Adriaen van de Velde (1670), Nicolaes Maes (1673) en Caspar Netscher (1681).
|                                              |                                                |                                              |
| Vertumnus en Pomona (Hyacinthe Rigaud, 1702) | Vertumnus en Pomona (Luca Giordano, 1682–1683) | Vertumnus en Pomona (François Boucher, 1757) |

De grootste aandacht kende de figuur van Pomona in het neoclassicisme, in werken van kunstenaars zoals Antoine Watteau, François Lemoyne en diens beroemdste leerling François Boucher. In de 19e en vroege 20e eeuw beelden veel standbeelden en decoraties op gebouwen Pomona af. Zo siert een naakt standbeeld van Pomona (Karl Bitter, 1916) de Pulitzerfontein op het Grand Army Plaza in New York. Het bekendste kunstwerk dat Pomona afbeeldt, is het marmeren standbeeld van Auguste Rodin. Nog in 1923 liet Cecil Howard zich voor zijn standbeeld La pomme inspireren door de mythe van Pomona.
|                             |                                     |                            |
| Pomona (Cecil Howard, 1923) | Pomona (Philipp Kittler, 1914-1915) | Pomona (Karl Bitter, 1916) |

## Vernoemingen
In Tuttifruttidorp in Amsterdam is de doorgaande route vernoemd naar haar: Pomonastraat.
Alle andere straten in Tuttifruttidorp zijn vernoemd naar fruit, zoals de appelstraat, aardbeistraat en perzikstraat.
In de vruchtenbuurt in Nijmegen komen de fruitstraten (Ananasstraat, Mandarijnstraat, Meloenstraat en Perzikstraat) allen uit op de Pomonastraat
De stad Pomona in Californië is naar de godin genoemd. De vallei waarin de stad gelegen is, wordt dan ook de Pomonavallei genoemd.
Ook het voetveer tussen Tiel en Wamel is naar de godin Pomona genoemd.
Pomona is tevens de naam van een studenten dispuut van de Navigators Studentenvereniging Wageningen, en draagt de appel als symbool.